# Aspen-Pitkin County Airport
39°13′23″N 106°52′08″V / 39.22306°N 106.86889°V
Aspen-Pitkin County Airport Code (IATA: ASE, ICAO: KASE) er en lufthavn i Aspen, der ligger 5 km nordvest for det centrale forrentningsdistrikt CBD of Aspen, som ligger i Pitkin Country i Colorado, USA.
Lufthavnen er en af de mindre i området og modtager mest skigæster og vandrere, da området er kendt for sine bjerge og skisportsteder, Aspen Highlands, Aspen Mountain og Snowmass. 

## Flyselskab og destination
- Delta Air Lines
- Delta Connection opereret af SkyWest (Salt Lake City)
- United Airlines
- United Express opereret af Mesa Airlines (Denver)
- United Express opereret af SkyWest (Chicago O'Hare [sæsonbestemt], Denver, Los Angeles [sæsonbestemt], San Francisco [sæsonbestemt])
- US Airways
- US Airways Express opereret af Mesa Airlines (Phoenix)